# Mark Budz
Mark Budz (1 november 1960,  Cherry Hill, New Jersey) is een Amerikaanse sciencefictionauteur.
Hij begon eind jaren tachtig met het schrijven van korte verhalen, maar stapte later over op romans. Voor zijn eerste roman, Clade, won hij de Andre Norton Award en werd hij genomineerd voor de Philip K. Dick Award.

### Romans
- Clade (2003)
- Crache (2004)
- Idolon (2006)
- Till Human Voices Wake Us (2007)

### Verhalen
- Toy Soldiers
- Zinnias on the Moon
- Roatan
- The War Inside

- International Standard Name Identifier: 0000 0000 5413 1656
- Library of Congress Control Number: no2005028431
- Virtual International Authority File: 7118888
- WorldCat: E39PBJbxyvTQy4Cty9cc8WPbBP